# 19 Korpus Strzelecki (ZSRR)
19 Korpus Strzelecki (ros. 19-й стрелковый корпус)  – wyższy związek taktyczny Armii Czerwonej.
19 Korpus Strzelecki (19 KS) sformowany został w 1939 roku. Od 22 czerwca 1941 roku prowadził walki obronne, związane z atakiem III Rzeszy na Związek Radziecki, wchodząc w tym czasie w skład 23 Armii.
Rozformowany został pod koniec 1941 roku. Sformowanie ponowne miało miejsce w 1943 roku. Szlak walk z armią niemiecką 19 KS zakończył 17 czerwca 1945 w rejonie Rygi.

## Dowódcy korpusu
- gen. por. Michaił Gierasimow[1] (09.07.1940 - 05.08.1941)
- gen. mjr Michaił Anaszkin (28.02.1943 - 16.04.1943)

## Struktura organizacyjna
Stan w dniu napaści III Rzeszy na ZSRR:
- 115 Dywizja Piechoty, dowódca: gen. mjr Wasilij Końkow
- 142 Dywizja Piechoty, dowódca: płk Siemien Mikulski